# Ctenotus stuarti
Ctenotus stuarti este o specie de șopârle din genul Ctenotus, familia Scincidae, descrisă de Horner 1995. Conform Catalogue of Life specia Ctenotus stuarti nu are subspecii cunoscute.